# ادولفو بینز
ادولفو بینز (انگلیسی: Adolfo Baines؛ زادهٔ ۱۵ فوریهٔ ۱۹۷۲) بازیکن فوتبال اهل اسپانیا است.
از باشگاه‌هایی که در آن بازی کرده‌است می‌توان به باشگاه فوتبال ختافه، باشگاه فوتبال اوئسکا، باشگاه خیمناستیک تاراگونا، باشگاه فوتبال میلتون کینز دونز، باشگاه ورزشی تنریف، و باشگاه فوتبال لیتشوئس اشاره کرد.